# Atanasio Canata
Atanasio Canata (Lerici, 25 marzo 1811 – Carcare, 5 aprile 1867) è stato un religioso, letterato e educatore italiano.

## Biografia
Ultimo degli otto figli di Giuseppe, negoziante di Lerici, e di Anna Carosini, scomparsa prematuramente nel 1818, fu educato dal fratello Gaetano, rettore del Seminario di Sarzana (e successivamente parroco di Lerici dal 1825 al 1836), che gli fece studiare materie umanistiche, in particolare filosofia e retorica. Dopo essere rientrato a Lerici, per aiutare il padre nell'amministrazione del ménage familiare, si recò presso lo zio Don Agostino parroco ad Ameglia.
Qui si innamorò di una giovane contadina dalla quale però fu rifiutato: questa delusione pare fosse all'origine della sua crisi spirituale e della sua vocazione. Pare che l'ultima decisione fosse presa dal giovane Atanasio davanti all'altare del Cristo Crocifisso: a soli diciannove anni entrò comunque nella Casa degli Scolopi di Genova, facendosi sacerdote e poi frate.
Rivolse pertanto la seconda parte della sua vita all'educazione dei giovani e alla loro formazione culturale e spirituale. Fu prima a Chiavari, poi a Savona ed infine a Carcare (in Val Bormida), dove rimase per ventisette anni nel collegio che faceva chiamare la Tebaide ligure. Strinse amicizia con un altro celebre educatore, San Giovanni Bosco, e cominciò ad affermarsi come poeta ed oratore.
Oltre che aver avuto fra i propri allievi futuri ufficiali, intellettuali, parlamentari e ministri, Padre Canata fu insegnante di Giuseppe Cesare Abba, Goffredo Mameli e di tanti altri patrioti del Risorgimento italiano dei quali condivideva ideali e speranze. L'Abba nel suo libro "Da Quarto al Volturno" sull'Impresa dei Mille ricordava con commozione, infatti, il suo maestro e raccontava le drammatiche scene in classe il giorno dopo la battaglia di Novara: pallido e tremante Padre Canata si precipitò in aula e poi in piedi davanti alla sua cattedra annunciò "Fummo vinti a Novara!" e pianse commosso.

### Scritti di Padre Canata
Atanasio Canata fu autore di prose e tragedie, scrisse poesie, nel 1889 raccolte in due volumi. I suoi versi grondavano Cristianesimo liberale e amor di patria. Ispirato da Vincenzo Gioberti, Canata scommetteva sull'indipendenza e l'unione degli italiani. Nei suoi componimenti ricorrono alcuni materiali che troveremo presenti nel canto nazionale (composto da Mameli) e che fanno riferimento a fatti del 1846: la sanguinosa repressione austriaca dei polacchi in Galizia e il festeggiamento di Balilla a Genova (settembre 1846).

## Rapporto con Mameli
Goffredo Mameli fu alunno di Padre Canata; pare che ogni giorno facessero lunghe passeggiate insieme e che proprio da quelle lunghe conversazioni arrivarono al giovane allievo le ispirazioni per comporre l'inno "Fratelli D'Italia", che sarebbe diventato l'inno ufficiale della Repubblica Italiana.
Lo storico Aldo Alessandro Mola affermò in numerosi suoi articoli che il vero autore del testo del Canto degli Italiani fosse Canata stesso, il quale avrebbe dedicato l'inno a re Carlo Alberto di Savoia e si sarebbe poi "vendicato" del presunto plagio con un poema beffeggiante nei confronti di chi gli aveva rubato l'opera: «Meditai robusto canto | ma venali menestrelli | rapian dall’arpa il vanto».